# 19130 Tytgat
19130 Tytgat (1988 CG2) là một tiểu hành tinh vành đai chính được phát hiện ngày 11 tháng 2 năm 1988 bởi E. W. Elst ở Đài thiên văn Nam Âu.